# Max Schultze
Max Johann Sigismund Schultze (ur. 25 marca 1825 we Fryburgu Bryzgowijskim, zm. 16 stycznia 1874 w Bonn) – niemiecki anatom i histolog.
Urodził się jako syn profesora medycyny Karla Augusta Sigismunda Schultzego (1795-1877). Studiował medycynę w Greifswaldzie i Berlinie, w 1854 roku w Halle został profesorem nadzwyczajnym. W 1859 objął katedrę na Uniwersytecie w Bonn został profesorem zwyczajnym anatomii i histologii, a w 1872 roku został dyrektorem tamtejszego Instytutu Anatomicznego. 
W 1865 roku założył czasopismo Archiv für mikroskopische Anatomie, którego redaktorem był aż do śmierci. Był współtwórcą nauki o komórce (cytologii i promotorem histologii). Jako pierwszy uznał cytoplazmę i jądro za niezbędne składniki żywej komórki. Był twórcą teorii protoplazmy (w 1861 r. rozróżnił w komórce protoplazmę i jądro komórkowe i wykazał, że protoplazma zawsze ma niemal takie same właściwości fizyczne, niezależnie od rodzaju komórki). Był również twórcą teorii warstwy zarodkowej. Zaproponował podział na pręciki i czopki w siatkówce. Był także pierwszym naukowcem, który opisał płytki krwi.

## Wybrane prace
- Beiträge zur Naturgeschichte der Turbellarien (1851)
- Über den Organismus der Polythalamien (Foraminiferen) nebst Bemerkungen über die Rhizipoden im Allgemeinen. Leipzig, Engelmann, 1854
- Beiträge zur Kenntnis der Landplanarien (1857)
- Zur Kenntnis der elektrischen Organe der Fische (1858)
- Die Hyalonemen (1860)
- Über Muskelkörperchen und das, was man eine Zelle zu nennen habe (1861)
- Das Protoplasma der Rhizopoden und der Pflanzenzellen (1863)
- De ovorum ranarum segmentatione (1863)
- Ein heizbarer Objecttisch und seine Verwendung bei Untersuchungen des Blutes (1865)
- Zur Anatomie und Physiologie der Retina (1866)
- Ueber den gelben Fleck der Retina, seinen Einfluss auf normales Sehen und auf Farbenblindheit. Bonn: M. Cohen u. Sohn, 1866
- Über die zusammengesetzten Augen der Krebse und Insekten (1868)
- Observationes de structura cellularum fibrarumque nervearum (1868)